# Джули Найт
Джули Найт (на английски: Julie Night) е американска порнографска актриса, родена на 2 юли 1978 г. в Лонг Бийч, щата Калифорния, САЩ.
Дебютира като актриса в порнографската индустрия през март 2001 г.

## Награди и номинации
- 2004: XRCO награда за супермръсница.[2]
- 2004: XRCO награда за най-добра сцена с тройка – „Мръснишките трикове на Мейсън“ (с Мануел Ферара и Стив Холмс).[2]